# مدرسه پزشکی امپریال کالج
مدرسه پزشکی امپریال کالج (به انگلیسی: Imperial College School of Medicine)، یک مدرسه پزشکی در مقطع کارشناسی امپریال کالج لندن در انگلیس است. مدرسه پزشکی امپریال کالج بخشی از دانشکده پزشکی امپریال کالج است و از ادغام چندین مدرسه پزشکی در کنزینگتون جنوبی تأسیس شده‌است. مدرسه پزشکی امپریال کالج در رتبه‌بندی تایمز در سال ۲۰۲۲ رتبه سوم را در جهان کسب کرد.